# Лідія Мугамбе
Лідія Мугамбе Ссалі (англ. Lydia Mugambe Ssali) — угандійська юристка. Була суддею Міжнародного залишкового механізму для кримінальних трибуналів ООН, обіймала посаду судді у Вищому суді Уганди з 2013 по 2020 рік.
2025 року засуджена до шести років і чотирьох місяців позбавлення волі за злочини, пов'язані з імміграцією та сучасним рабством у Великій Британії.

## Походження та освіта
Закінчила юридичний факультет Університету Макерере, найбільшого та найстарішого державного університету Уганди, зі ступенем бакалавра права. Здобула диплом з юридичної практики в Центрі розвитку права в Кампалі, Уганда. Також має ступінь магістра права Преторійського університету в Південній Африці. На момент арешту здобувала ступінь доктора філософії в Оксфордському університеті.

## Кар'єра
Працювала старшим магістратом у суді Уганди з 2000 по 2005 рік, з 2005 року працювала на різних посадах у Міжнародному кримінальному трибуналі щодо Руанди.
Призначена до Високого суду Уганди президентом Йовері Мусевені 15 травня 2013 року і виконувала свої обов'язки до вересня 2020 року та призначена до Цивільного відділу.
У січні 2017 року винесла рішення проти Національної реферальної лікарні Мулаго, на яку подали позов Дженніфер Мусімента та її чоловік Майкл Мубангайзі за зникнення їхньої новонародженої дитини. Суддя визнав лікарню винною у недбалості та присудив подружжю 85 мільйонів угандійських шилінгів (приблизно 24 000 доларів США) як компенсацію за завдані збитки. Правові спостерігачі та некомерційні організації в Уганді сприйняли це рішення як переломний момент у визнанні «прав бідних, вразливих і маргіналізованих жінок». 2017 року рішення номінували на премію Центру здоров'я, прав людини та розвитку.
Призначена суддею Міжнародного залишкового механізму для кримінальних трибуналів Організації Об'єднаних Націй 26 травня 2023 року з терміном повноважень з 1 липня 2024 року по 30 червня 2026 року та брала участь у розгляді низки справ як одноосібний суддя. Представники залишкового механізму зазначають, що вироки Мугамбе є «надзвичайно серйозними питаннями».
Працювала науковим співробітником Колумбійського університету в Інституті вивчення прав людини Колумбійського університету та членом Оксфордського центру з прав людини.
2024 році навчалася в аспірантурі з права в Оксфордському університеті, Англія.

## Засудження за сучасне рабство
7 серпня 2024 року поліція долини Темзи висунула Мугамбе звинувачення у зв'язку з розслідуванням сучасного рабства щодо жінки, якій вона допомогла приїхати до Великої Британії з Уганди та експлуатувала без оплати як свою покоївку
Мугамбе стверджувала, що має дипломатичний імунітет завдяки статусу судді Високого суду Уганди та судді Організації Об'єднаних Націй, що показали у короткому відео BBC — але офіс Генерального секретаря ООН скасував імунітет ООН, який вона могла мати.
У лютому 2025 року в Королівському суді Оксфорда розпочався судовий процес. Виявили, що Мугамбе брала участь у «дуже нечесній» угоді, в якій Мугамбе намагалася поговорити з суддею, який вів судовий процес, у якому фігурував Джон Мугерва, заступник верховного комісара посольства Уганди в Лондоні, який спонсорував виїзд жінки до Великої Британії. Через дипломатичний імунітет Мугерви як угандійського дипломата його не можуть звинувачувати ні в яких правопорушеннях.
У березні 2025 року Мугамбе засудили за одним пунктом звинувачення у змові з метою сприяння скоєнню порушення імміграційного законодавства Великої Британії особою, яка не є громадянином Великої Британії, одним пунктом звинувачення у вимозі до особи виконувати примусову або обов'язкову працю, одним пунктом звинувачення у змові з метою залякування свідка й одним пунктом звинувачення в організації або сприянні поїздці іншої особи з метою експлуатації. У травні 2025 року її засудили до 6 років і 4 місяців позбавлення волі, при цьому суддя у своїх зауваженнях щодо вироку зазначив, що вона не виявила жодного каяття та звинувачувала жертву. Суддя, який виніс вирок, також зазначив, що Мугамбе була «абсолютно нечесною» у показаннях, наданих поліції та суду під час судового розгляду.

## Нагороди та визнання
2019 року стала лавреаткою премії імені Віри Чірви з прав людини.